# Ndeskati
Ndeskati is een bestuurslaag in het regentschap Karo van de provincie Noord-Sumatra, Indonesië. Ndeskati telt 719 inwoners (volkstelling 2010).